# Jules Delsart
Jules Delsart   (Jolimetz, 24 de novembre de 1844 - rue Murillo, 3 de juliol de 1900)va ser un violoncel·lista i professor del segle xix. És conegut per la seva composició per a violoncel i piano de la Sonata de violí de César Franck en La major. La musicòloga Lynda MacGregor va descriure Delsart com "un dels més importants violoncel·listes francesos del període, amb una tècnica impecable, un arc precís i un to dolç, encara que no gran". Era el propietari del 'Archinto' Stradivari de 1689.

## Vida i carrera
Nascut a Valenciennes el 1844, Delsart va començar els seus estudis a l'Acadèmia de Música de la seva ciutat natal abans de traslladar-se al Conservatori de París, on va obtenir el Primer Premi en interpretació de violoncel, el 1866. El seu professor principal va ser Auguste Franchomme, que va ser va triomfar com a professor de violoncel al Conservatori després de la mort de Franchomme el 1884. Va romandre en aquesta posició durant la resta de la seva vida. Entre els seus estudiants figuraven Paul Bazelaire, Horace Britt, Marcel Casadesús, Louis Feuillard, Louis Fournier, Víctor Mirecki Larramat, Henri Mulet, i Georges Papin.
Després de la seva graduació al Conservatori de París, Delsart va emprendre diverses gires d'èxit arreu d'Europa. El 26 de febrer de 1881 va estrenar a la Sala Pleyel la sonata per a violoncel de Marie Jaëll, amb la compositora tocant el piano. El 1882 va dedicar el seu Concert per a violoncel a ell. Es va fer nombroses aparicions a Londres, incloent la realització en l'estrena mundial del Rèquiem de David Popper per a tres violoncels i orquestra juntament amb el compositor i Edward Howell com els seus companys de violoncel·listes al "St James 'Hall, Sydney" el 25 de novembre de 1891. El 1892, a La Trompette, acompanyat per Louis Breitner, va estrenar Chant saphique, op. 91, una obra per a violoncel i piano de Camille Saint-Saëns, que li va ser dedicada. Altres obres dedicades a Delsart van incloure Nocturne de David Popper, Sonata per a violoncel de Léon Boëllmann, i de Benjamin Godard On the Lake.
Delsart també va exercir de músic de cambra. Des de 1875, juntament amb el fundador Martin Pierre Marsick, Louis van Waefelghem i Guillaume Rémy, fou el violoncel·lista del "Quartet Marsick", un dels millors i més famosos quartets de corda de l'època de París. Amb André Messager i Guillaume Rémy, va tocar en un trio de piano que va estrenar el trio d'Ernest Chausson en G minor, Op. 3, el 1882. També va tocar en un trio dirigit per Pablo de Sarasate.

A més del violoncel, Delsart tocava ocasionalment a la viola da gamba, que va començar a estudiar el 1887. El seu interès per aquest instrument el va portar a fundar la "Société des Instruments Anciens" (SIA) amb Louis Diémer (clavicèmbal), van Waefelghem (viola d'amore) i Grillet (fídula) el 1889. El "SIA" va actuar amb èxit a tot Europa durant una dècada, tot i que Delsart només va ser membre durant els seus primers anys. Dos dels seus alumnes, Papin i Casadesus, van tenir èxit a la Société.
Delsart va morir a París el 1900, amb 55 anys i va ser enterrat al cementiri Père Lachaise. Durant la seva vida, el seu retrat va ser pintat per Jean-André Rixens i Julien Decle; ambdues pintures es troben al Musée des Beaux Arts, valencianes. Hi ha un carrer Jules Delsart a Valenciennes.